# Otakar
Otakar (ve starší verzi také Otokar) je mužské křestní jméno německého původu. Jeho význam je obvykle odvozován z výrazu Odowakar – odo/majetek či blaho a wakar/hlídat či střežit. Jméno se tak vykládá jako „střežící majetek“, „strážce majetku“, „majetek zachovávající“ nebo též  „bohatý a bdělý“. 
Domácké varianty jména mohou být Otík, Oto, Oťák, Otko, Otakárek.
Podle českého kalendáře má svátek 27. srpna, podle slovenského kalendáře 5. prosince. Ženská podoba tohoto jména je Otakara (32 nositelek), popřípadě Otokara (jedna nositelka).

## Statistické údaje
Následující tabulka uvádí četnost jména v ČR a pořadí mezi mužskými jmény ve srovnání dvou roků, pro které jsou dostupné údaje MV ČR – lze z ní tedy vysledovat trend v užívání tohoto jména:
| Rok       | Četnost    | Pořadí      |
| 1999      | 9362       | 68.         |
| 2002      | 8940       | 68.         |
| Porovnání | o 422 méně | žádná změna |
| 2006      | 7986       | 73.         |

Změna procentního zastoupení tohoto jména mezi žijícími muži v ČR (tj. procentní změna se započítáním celkového úbytku mužů v ČR za sledované tři roky 1999-2002) je -3,8%, což svědčí o poměrně značném poklesu obliby tohoto jména.

## Známí nositelé jména

### Vladaři a panovníci
- Odoaker – italský král (476 – 493), první germánského původu
- Otakar III. Štýrský – markrabě štýrský
- Přemysl Otakar I. – český panovník z rodu Přemyslovců
- Přemysl Otakar II. – český panovník z rodu Přemyslovců

### Ostatní
- Otakar Auředníček – český právník, železniční úředník, básník a překladatel
- Otakar Batlička – český cestovatel, spisovatel a odbojář
- Otokar Březina – český básník
- Otakar Brousek starší – herec
- Otakar Brousek mladší – herec
- Otakar Černý (letec) – český válečný letec
- Otakar Černý (novinář) – český novinář
- Otokar Fischer – český literární historik, básník a překladatel
- Otakar Hostinský – český estetik a teoretik hudby
- Otakar Keller – český neurolog
- Otakar Janecký – český hokejista
- Otakar Jaroš – český válečný hrdina
- Otakar Motejl – soudce Nejvyššího soudu, první český ombudsman
- Otakar Vávra – český filmový režisér

### Jiní Otakarové
- Otakar (pivo) – značka českého piva z Poličky